# Narcissus jonquilla subsp. jonquilla
Narcissus jonquilla subsp. jonquilla es una subespecie de planta bulbosa perteneciente a la familia de las amarilidáceas que es endémica del sur de la península ibérica.

## Taxonomía
Narcissus jonquilla ssp. jonquilla.
Sinonimia
- Hermione similis Salisb., Trans. Hort. Soc. London 1: 358 (1812).
- Narcissus pseudojonquilla Desf., Tabl. École Bot., ed. 2: 55 (1815), nom. nud.
- Narcissus flavus Lag., Gen. Sp. Pl.: 13 (1816).
- Philogyne minor Haw., Suppl. Pl. Succ.: 137 (1819).
- Narcissus mion Schult. & Schult.f. in J.J.Roemer & J.A.Schultes, Syst. Veg. 7: 961 (1830).
- Jonquilla major Haw., Monogr. Narcissin.: 7 (1831).
- Jonquilla media Haw., Monogr. Narcissin.: 7 (1831).
- Jonquilla minor (Haw.) Haw., Monogr. Narcissin.: 7 (1831).
- Jonquilla parvicorona Haw., Monogr. Narcissin.: 7 (1831).
- Hermione flava (Lag.) M.Roem., Fam. Nat. Syn. Monogr. 4: 220 (1847).
- Narcissus medius (Haw.) M.Roem., Fam. Nat. Syn. Monogr. 4: 235 (1847).
- Narcissus parvicorona M.Roem., Fam. Nat. Syn. Monogr. 4: 235 (1847).
- Narcissus similis (Salisb.) Steud. ex M.Roem., Fam. Nat. Syn. Monogr. 4: 235 (1847).
- Queltia apodantha Kunth, Enum. Pl. 5: 856 (1850).
- Narcissus webbii Parl., Fl. Ital. 3: 123 (1858).
- Tityrus similis (Steud. ex M.Roem.) Salisb., Gen. Pl.: 101 (1866), nom. inval.
- Stephanophorum filiforme Dulac, Fl. Hautes-Pyrénées: 134 (1867).
- Stephanophorum luteum Dulac, Fl. Hautes-Pyrénées: 134 (1867).
- Narcissus jonquilloides var. webbii (Parl.) Nyman, Consp. Fl. Eur.: 712 (1882).
- Narcissus jonquilla var. minor (Haw.) Baker, Handb. Amaryll.: 10 (1888).
- Narcissus jonquilla var. stellaris Baker, Handb. Amaryll.: 10 (1888).[1]